# Tessé-Froulay
Tessé-Froulay település Franciaországban, Orne megyében. Lakosainak száma 377 fő (2022. január 1.). Tessé-Froulay Rives d'Andaine és Bagnoles de l'Orne Normandie községekkel határos.

## Népesség
A település népessége az elmúlt években az alábbi módon változott:
| Lakosok száma | 386  | 387  | 410  | 389  | 385  | 381  | 380  | 378  | 377  |
|               | 2013 | 2015 | 2016 | 2017 | 2018 | 2019 | 2020 | 2021 | 2022 |